# 고지대작은쌀쥐
고지대작은쌀쥐(Microryzomys altissimus)는 비단털쥐과 작은쌀쥐속에 속하는 설치류이다. 콜롬비아와 에콰도르, 페루에서 발견되지만, 콜롬비아에 서식하는 개체군은 별도의 종일 수도 있다.

## 특징
고지대작은쌀쥐는 회색빛 머리와 밤나무색 상체, 회색빛 밤나무색 하체를 갖고 있으며, 등과 배의 털 색이 명확히 구분된다. 꼬리는 윗면은 진하고 아랫면은 연한 색을 띠며, 길이가 보통 110mm 이하이다. 발 윗면에 희끄무레한 털이 나 있고, 발바닥의 중족골은 좁다. 근연종 숲작은쌀쥐(Microryzomys minutus)와 비교하여, 두개골은 더 넓고 튼튼하며, 절치공과 아랫니가 길다. 핵형은 2n=57, FN=58이다.

## 분포 및 서식지
고지대작은쌀쥐는 남아메리카 토착종으로 에콰도르와 페루, 볼리비아의 고지대 안데스산맥에서 발견된다. 분포 고도는 2,500~4,000m이다. 분포 지역은 일종의 분리된 개체군을 가진 콜롬비아의 센트랄 산맥부터 에콰도르의 옥시덴탈 산맥과 오리엔탈 산맥을 거쳐 후닌과 같은 남쪽의 페루 북부의 안데스산맥까지 지역이다. 일반적인 서식지는 습윤 아산대 숲과 파라모 지역, 고지대 초원이다.

## 보전 상태
떨어져 있는 콜롬비아 개체군은 별도의 종일 수 있으며, 보전 등급을 별도로 지정할 필요가 있지만 에콰도르와 페루의 주 개체군은 크다. 고지대작은쌀쥐는 산림 파괴가 일어나고 파라모 지역을 농경지로 사용하기 위해 전환하는 지역에서 위협을 받고 있지만, 지역적에서 흔하게 발견되며 넓은 분포 지역을 가지고 여러 보호 지역에서 서식하고 있기 때문에 국제 자연 보전 연맹(IUCN)이 보전 등급을 "관심대상종"으로 지정하고 있다.